# 宗慈
宗慈（？年—？年），字孝初，南陽郡安眾縣（今河南省南陽縣西南）人。被舉為孝廉，公府闢召九次，有道徵，不克前往。後被任命為脩武令。太守出自權豪之身，多次索取賄賂，宗慈因此棄官離去。被任命為議郎後，還沒到任，在路上就去世了。南陽人士皆敬重他的義行。郭泰、宗慈、巴肅、夏馥、范滂、尹勳、蔡衍、羊陟人稱“八顧”。顧，是指能以自身的道德品行爲受人擁護。

## 延伸阅读
[在维基数据编辑]
 《後漢書/卷67》，出自范晔《後漢書》